# Carl Knott
Carl Knott (* 16. Juni 1892 in München; † 13. November 1987 ebenda) war ein deutscher Ingenieur, Manager und Wehrwirtschaftsführer.

## Leben
Knott legte 1911 an der Oberrealschule in München das Reifezeugnis ab und wurde sofort nach dessen Empfang als Militärfuchs beim Corps Germania acceptiert. Danach trat er als Einjährig-Freiwilliger beim 1. kgl. bayer. Fuß-Art.-Rgt. ein und begann im Anschluss das Studium des Elektroingenieurswesens an der damaligen TH München. Das Studium wurde durch den Kriegsausbruch 1914 unterbrochen, es folgten vier Jahre Kriegseinsatz an der Westfront, zuletzt als Oberleutnant und Batterieführer einer Mörserbatterie.
Nach dem Krieg nahm Knott sein Studium wieder auf und absolvierte 1920 das Examen. Seine ersten beruflichen Erfahrungen sammelte er als Konstrukteur bei den Siemens-Schuckert-Werken (SSW) in Nürnberg. Anschließend wurde er erster Assistent am Lehrstuhl für Elektromaschinenbau (damals Professor Ossanna) an der TH München, hier legte er auch 1924 das Doktorexamen zum Dr.-Ing. ab. 1925 heiratete Knott die erste deutsche Diplom-Ingenieurin, Ilse ter Meer (1899–1996); der Ehe entsprossen zwei Söhne.
Bis 1929 war Knott, zuletzt als technischer Direktor, für die Firma Garbe, Lahmeyer & Co. in Aachen tätig, danach führte ihn sein beruflicher Weg zurück zu den Siemens-Schuckert-Werken, zunächst in die Abteilung Bergbau in Berlin, dann als Werksleiter nach Erlangen und Nürnberg. In dieser Zeit als Direktor erhielt er die Ernennung zum Wehrwirtschaftsführer.
1950 gab Knott die Leitung der drei Nürnberger Werke ab und übernahm in Erlangen die Leitung der Zentralwerksverwaltung. In dieser Funktion war er im Vorstand der SSW für alle weltweiten Produktionsstätten verantwortlich.

## Auszeichnungen
- Ehrensenator der Universität Erlangen-Nürnberg
- Ehrendoktor der Naturwissenschaftlichen Fakultät der Universität Erlangen-Nürnberg
- Honorary Counsellor des Conseil International de l’Organisation Scientifique
- Bayerischer Verdienstorden
- Großes Verdienstkreuz mit Stern des Verdienstordens der Bundesrepublik Deutschland
- Medaille Bene Merenti der Bayerischen Akademie der Wissenschaften

## Mitgliedschaften
- Vorsitzender des Verwaltungsrates der Landesgewerbeanstalt Bayern (1942–1945)[1]
- Deutsche Atomkommission (Gründungsmitglied)
- Verwaltungsrat des Deutschen Atomforums
- Bayerische Kommission zur friedlichen Nutzung der Atomkräfte
- Rationalisierungskuratorium der Deutschen Wirtschaft e.V. (Präsident von 1955 bis 1963)
- Bayerische Akademie der Wissenschaften
- Verein Deutscher Ingenieure (VDI)[2]